# 落鳞薹草
落鳞薹草（学名：Carex deciduisquama）为莎草科薹草属的植物。分布在中国大陆的云南西北部等地，生长于海拔2,300米至2,500米的地区，常生于杂林下沟边，目前尚未由人工引种栽培。